# هيئة الأوراق المالية والبورصات الأمريكية
هيئة الأوراق المالية والبورصات الأمريكية (بالإنجليزية: U.S. Securities and Exchange Commission) ‏(SEC) هي وكالة تابعة للحكومة الاتحادية في الولايات المتحدة الأمريكية. وهو المسؤول الرسمي عن تنفيذ القوانين الفيدرالية للأوراق المالية، واقتراح القوانين الخاصة بالأوراق المالية. وتنظيم قِطاع الأوراق المالية، وخيارات تبادل الأوراق المالية بين البلاد. وأنشطة أُخرى بما فيها تنظيم الأوراق المالية الإلكترونية في الولايات المُتحدة.
بالإضافة إلى قانون سوق الأوراق المالية لعام 1934، الذي أصدرته الهيئة، تنص الهيئة على قانون الأوراق المالية لعام 1933، وقانون عقد الاستئمان لعام 1939، وقانون الشركات الاستثمارية لعام 1940، وقانون مستشاري الاستثمار لعام 1940، وقانون ساربينز أوكسلي لعام 2002، وغير ذلك من القوانين. أُنشئت هيئة الأوراق المالية والبورصة بموجب القسم 4 من قانون سوق الأوراق المالية لعام 1933 (الذي دُوّن الآن في القانون رقم 15 من قوانين الولايات المتحدة الأمريكية ويُشار إليه عادةً بقانون البورصة أو قانون 1934).

## لمحة عامة
تقوم هيئة الأوراق المالية والبورصة بمهمة مكونة من ثلاثة أجزاء: حماية المستثمرين؛ والحفاظ على أسواق نزيهة ومنظمة وفعالة؛ وتسهيل تكوين رأس المال.
ولتحقيق اختصاصها، تفرض الهيئة الشرط القانوني على الشركات العامة وغيرها من الشركات المنظمة، الذي يقتضي بتقديم تقارير ربع سنوية وسنوية، فضلاً عن تقارير دورية أخرى. بالإضافة إلى البيانات المالية السنوية، يتعين على المسؤولين التنفيذيين في الشركة تقديم بيان مفصل، يسمى «مناقشة وتحليل الإدارة»، الذي يوجز السنة السابقة من العمليات ويشرح كيفية أداء الشركة في تلك الفترة الزمنية. عادةً، سيتطرق هذا البيان إلى السنة المقبلة، محدداً الأهداف والنهج المستقبلية للمشاريع الجديدة. وفي محاولة لتساوي فرص المنافسة لكل المستثمرين، تحتفظ الهيئة بقاعدة بيانات على شبكة الإنترنت تسمى إدغار (النظام الإلكتروني لجمع البيانات وتحليلها واسترجاعها) إذ يستطيع المستثمرون الوصول إلى هذه المعلومات وغيرها من المعلومات المقدمة إلى الجهة.
تُعتبر التقارير ربع السنوية ونصف السنوية الصادرة من الشركات العامة، حاسمة بالنسبة للمستثمرين لاتخاذ قرارات سليمة عند الاستثمار في أسواق رأس المال. وخلافاً للعمل المصرفي، فإن الحكومة الفيدرالية لا تضمن الاستثمار في أسواق رأس المال. ولابد من موازنة احتمالات تحقيق مكاسب كبيرة في مقابل الخسائر الضخمة. إن الإفصاح الإلزامي عن المعلومات المالية وغيرها من المعلومات حول المُصدر والأمن نفسه يمنح الأفراد والمؤسسات الكبيرة الحقائق الأساسية نفسها حول الشركات العامة التي يستثمرون فيها، وبالتالي يزيد من التدقيق العام مع الحد من التداول الداخلي والاحتيال.
توفر هيئة الأوراق المالية والبورصة، التقارير للعامة من خلال نظام «إدغار». وتقدم أيضاً منشورات عن مواضيع تتعلق بالاستثمار في التعليم العام. ويتلقى النظام نفسه أيضاً نصائح وشكاوى من المستثمرين لمساعدة الهيئة على تعقب منتهكي قوانين الأوراق المالية. تلتزم الهيئة بسياسة صارمة تتمثل في عدم التعليق على وجود أو حالة التحقيق الجاري.

## التاريخ
قبل سن قوانين الأوراق المالية الفيدرالية وإنشاء هيئة الأوراق المالية والبورصة، كان هناك ما يسمى بقوانين السماء الزرقاء. سُنت هذه القوانين ونُفذت على مستوى الولاية، ونظمت عرض وبيع الأوراق المالية لحماية العامة من الاحتيال. وعلى الرغم من اختلاف الأحكام المحددة لهذه القوانين بين الولايات؛ كانت جميعها تشترط تسجيل جميع عروض الأوراق المالية والمبيعات، وكذلك كل سمسار وكل مؤسسة سمسرة أمريكية.
مع ذلك، كانت قوانين السماء الزرقاء غير فعالة بوجه عام. على سبيل المثال، قالت جمعية المصرفيين الاستثمارية لأعضائها في أوائل عام 1915 أن باستطاعتهم «تجاهل» قوانين السماء الزرقاء عن طريق تقديم عروض الأوراق المالية عبر خطوط الولايات من خلال البريد. بعد عقد جلسات استماع حول انتهاكات الاحتيال بين الولايات (المعروفة  باسم لجنة بيكورا)، أقرّ الكونغرس قانون الأوراق المالية لعام 1933 (القانون 15، القسم 77أ)، الذي ينظم مبيعات الأوراق المالية بين الولايات (القضايا الأصلية) على المستوى الفيدرالي. ينظم قانون سوق الأوراق المالية اللاحق لعام 1934 (القانون 15، القسم78د) مبيعات الأوراق المالية في السوق الثانوية. وقد أنشأ القسم 4 من قانون 1934، هيئة البورصة والأوراق المالية الأمريكية لتطبيق قوانين الأوراق المالية الفيدرالية؛ ويعتبر كلا القانونين جزءًا من مجموعة قوانين الصفقة الجديدة للرئيس فرانكلين روزفلت.

## المراسلات

### خطابات تعليق
تُصدر خطابات التعليق من قسم تمويل الشركات في هيئة الأوراق المالية والبورصة؛ رداً على طلب الشركة العام. يتضمن هذا الخطاب، الخاص في البداية، قائمة مفصلة للطلبات الواردة من هيئة الأوراق المالية والبورصة. ويطلب كل تعليق في الخطاب من مقدم الطلب، أن يوفر معلومات إضافية، أو يعدل الطلب المقدَّم، أو يغير الطريقة التي يفصح بها عن الملفات في المستقبل. يجب على مقدم الطلب الرد على كل عنصر في خطاب التعليق. ويمكن لهيئة الأوراق المالية والبورصة بعد ذلك الرد بتعليقات للمتابعة. وتُعلن هذه المراسلات لاحقاً.
في أكتوبر 2001، كتبت هيئة الأوراق المالية والبورصة إلى شركة «سي آي»، شاملةً 15 بنداً، معظمها عن المحاسبة في الشركة، بما في ذلك 5 بنود عن إثبات الإيرادات. اعترف الرئيس التنفيذي في الشركة، الذي وُجه إليه الخطاب، بالاحتيال في «سي آي» في عام 2004.
وفي يونيو 2004، أعلنت هيئة الأوراق المالية والبورصة أنها ستنشر علانية جميع خطابات التعليقات، لمنح المستثمرين القدرة على الوصول إلى المعلومات الواردة فيها. وقد أشار تحليل للملفات التنظيمية في مايو 2006 على مدى الأشهر الاثنا عشر السابقة، إلى أن هيئة الأوراق المالية والبورصة لم تنجز ما قالت إنها ستفعله. وقد وكشف التحليل عن 212 شركة أبلغت عن تلقيها خطابات تعليق من هيئة الأوراق المالية والبورصة، ولكن نُشر 21 خطاب فقط لهذه الشركات على موقع الهيئة. أخبر جون دبليو. وايت، رئيس قسم تمويل الشركات، صحيفة نيويورك تايمز في عام 2006: «تمكنا الآن من حل عقبات نشر المعلومات... ونتوقع عدداً كبيراً من المنشورات الجديدة في الأشهر المقبلة».

### خطاب عدم اتخاذ إجراء
إن خطابات عدم اتخاذ إجراء هي خطابات من موظفي هيئة الأوراق المالية والبورصة تشير إلى أن الموظفين لن يوصوا اللجنة بأن تتخذ الهيئة إجراء تنفيذي ضد شخص أو شركة إذا شاركت تلك الجهة بعمل معين. وتُرسل هذه الخطابات استجابةً للطلبات المقدمة عندما لا يكون الوضع القانوني لنشاطٍ ما واضحاً. تُنشر هذه الخطابات علناً وتزيد من حجم المعرفة بشأن ما يُسمح به بالضبط وما لا يُسمح به. وهي تمثل تفسيرات الموظفين لقوانين الأوراق المالية، وليست ملزمة للمحاكم، رغم أنها مقنعة.
ومن بين هذه الاستخدامات، في الفترة من 1975 إلى 2007، كانت مع منظمة التصنيف الإحصائي المعترف بها على المستوى الوطني، وهي وكالة تصنيف ائتماني تصدر تصنيفات ائتمانية، تسمح هيئة الأوراق المالية والبورصة للشركات المالية الأخرى باستخدامها لأغراض تنظيمية معينة.

## تطبيق قانون حرية المعلومات
في أحدث مركز للتحليل الحكومي الفعال لـ15 وكالة فيدرالية تتلقى أكثر طلبات قانون حرية المعلومات التي نُشرت في عام 2015 (باستخدام بيانات 2012 و2013، وهي أحدث السنوات المتاحة)، كانت هيئة الأوراق المالية والبورصة من بين أقل خمسة مؤديين، وحصلت على الدرجة «د»، بتسجيل 61 نقطة من أصل 100 نقطة محتملة، أي أنها لم تحقق درجة عامة مرضية. وتدهورت من درجة «د» في عام 2013.

## العلاقة مع الوكالات الأخرى
بالإضافة إلى العمل مع منظمات ذاتية التنظيم مثل هيئة تنظيم الصناعة المالية، ومؤسسة حماية مستثمري الأوراق المالية، ومجلس قواعد أوراق البلديات، تعمل هيئة الأوراق المالية والبورصة أيضاً مع وكالات فيدرالية أخرى، وهيئات تنظيم الأوراق المالية الدولية ووكالات تنفيذ القانون.
في عام 1988، أنشأ الأمر التنفيذي 12631 الفريق العامل المعني بالأسواق المالية التابع للرئيس. يرأس الفريق العامل وزير الخزانة ويضم رئيس هيئة الأوراق المالية والبورصة ورئيس نظام الاحتياطي الفيدرالي ورئيس هيئة تداول العقود الآجلة للسلع. الهدف من الفريق العامل هو تعزيز نزاهة وكفاءة وفعالية وقدرة الأسواق المالية على المنافسة مع الحفاظ على ثقة المستثمرين.

## وصلات خارجية
- الموقع الرسمي
 (بالإنجليزية)